# Sinagoga de Acqui Terme

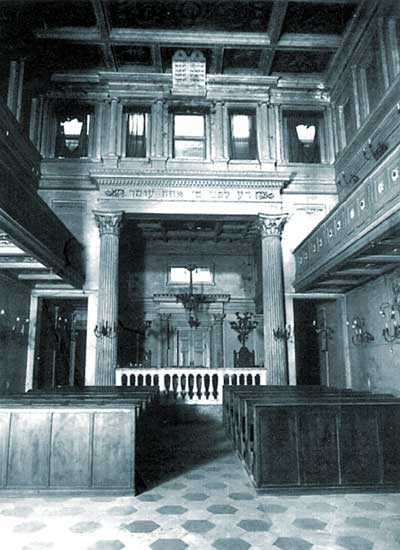

La sinagoga de Acqui Terme, actualmente desmantelada, se encontraba en via Portici Saracco 1 en Acqui Terme, Italia.
Tras la emancipación judía de 1848, la comunidad judía de Acqui Terme decidió ampliar el antiguo oratorio con una gran sinagoga. Las obras fueron financiadas por Jona Ottolenghi, miembro de una de las familias judías más importantes de la zona. Inaugurada la tarde del viernes 14 de diciembre de 1888, la monumental sinagoga construida por el Ingeniero Leale al estilo clásico pompeyano, fue destrozada de forma irrecuperable en julio de 1971 por la noche, ante la inminencia de su reconocimiento como monumento nacional. El perímetro permanece intacto desde el momento de la construcción y vinculado de la superintendencia, mientras que algunos de los muebles de la sinagoga fueron trasladados a la Sinagoga de Alessandria: 18 bancos con estanterías; dos bancos de formas especiales a cada lado del Arón Ha-Kodesh; dos cuadros con una lista de donantes; tres Lichraoth Torá. Como recuerdo de la sinagoga, hoy solo queda una placa en la entrada del edificio que la albergaba.